# The K Club
The K Club er en golfklub med tilhørende hotel i Kildare i Irland. Klubben har to 18-hulsbaner: Palmer Course og Smurfit Course. Begge er tegnet af Arnold Palmer. The K Club er hjemsted for den årlige turnering Smurfit European Open på Europatouren. I 2006 blev der spillet  Ryder Cup på Palmer Course.
Klubben ejer en lang række malerier af fuldblodsheste og værker af Jack Butler Yeats.